# Eflorescencia nupcial
Las eflorescencias nupciales (también llamadas tubérculos nupciales o sexuales) son estructuras dérmicas presentes en 15 familias de peces pertenecientes a 4 órdenes de los Actinopterygii —Salmoniformes, Gonorhynchiformes, Cypriniformes y Perciformes— empleadas en el proceso de cortejo y reproducción. Constan de células parcial o totalmente queratinizadas que forman una protuberancia perceptible en ciertas regiones , empleadas para estimular a las hembras durante el cortejo, en los rituales agresivos desempeñados por los machos durante la selección de pareja o mantener el contacto entre individuos durante la reproducción. Su desarrollo está estimulado por hormonas secretadas por la glándula pituitaria y las suprarrenales, y se induce poco antes del período reproductivo, desechándose luego. En algunas especies, al menos, existe una correlación entre el nivel de andrógenos presente en el sistema endocrino y el volumen y complejidad de las eflorescencias.